# حنجرة إلكترونية
الحنجرة الإلكترونية هو عبارة عن جهاز طبي في حجم موس الحلاقة يستخدم في إصدار أصوات واضحة لعلاج أولئك المرضى الذين فقدوا حنجرتهم والتي يسبب معظمها سرطان الحنجرة.
وتستخدم الأجهزة المحمولة منها على نطاق واسع حيث تعلق بطاريتها تحت الفك سفلي، وتصدر مجموعة من الاهتزازات مصدرة الكلمات . في البداية كانت تستخدم أجهزة غير إلكترونية تدعى الحنجرة الميكانيكية.